# المجلس التنفيذي لإمارة دبي
المجلس التنفيذي لإمارة دبي هو الهيئة الحكومية المسؤولة عن إدارة جميع الشؤون الحكومية التي يختص بها المجلس، تحت إشراف ورقابة الشيخ محمد بن راشد آل مكتوم حاكم دبي، ولمساندته في أداء مهامه وممارسة سلطاته. تأسس المجلس بموجب المرسوم رقم 3 لعام 2003 الصادر عن الشيخ مكتوم بن راشد آل مكتوم الذي كان حاكم دبي آنذاك، بهدف تعزيز كفاءة الأداء الحكومي وتحقيق الأهداف التنموية للإمارة، يرأس المجلس الشيخ حمدان بن محمد بن راشد آل مكتوم، وقد قام بتعيين الشيخ أحمد بن سعيد آل مكتوم، رئيس دائرة الطيران المدني في دبي نائباً لرئيس المجلس التنفيذي ومحمد عبدالله القرقاوي أميناً عاماً للمجلس التنفيذي. وفي العام 2006 تم تكليف أحمد بن بيات كأمين عام للمجلس التنفيذي حتى العام 2009، ليتم بعدها تكليف عبدالله الشيباني. وفي عام 2017 أصدر الشيخ محمد بن راشد آل مكتوم قراراً بتعيين عبدالله محمد البسطي، أميناً عاماً للمجلس التنفيذي لإمارة دبي ويشغل منصبه حتي اليوم. يتكون المجلس من مجموعة من الأعضاء الرئيسيين، بما في ذلك مدراء عموم الدوائر الحكومية والرؤساء التنفيذيين للهيئات والمؤسسات الحكومية، ويرأس المجلس حالياً الشيخ حمدان بن محمد بن راشد آل مكتوم، ويقوم المجلس بدور محوري في وضع السياسات العامة، وتنسيق الجهود بين مختلف الجهات الحكومية، بالإضافة إلى متابعة تنفيذ المشاريع والخطط الاستراتيجية، ومن مهام المجلس التنفيذي أيضاً مراجعة الميزانيات والتقارير المالية للدوائر الحكومية، وإدارة الموارد الحكومية بكفاءة وشفافية، كما يعقد المجلس اجتماعات دورية لمناقشة القضايا الحيوية التي تهم الإمارة، مع التركيز على تحسين جودة الحياة والخدمات المقدمة للمواطنين والمقيمين، ويركز المجلس أيضاً على الابتكار والتميز الحكومي، حيث يسعى إلى تطبيق أفضل الممارسات العالمية في الإدارة العامة وتطوير الخدمات، ويعد المجلس التنفيذي من العوامل الرئيسية التي تسهم في التنمية الاقتصادية والاجتماعية في دبي، مما يعزز من مكانتها كوجهة عالمية للأعمال والسياحة والاستثمار.

## أعضاء المجلس التنفيذي لعام 2024 وفق المرسوم رقم(14)
يتكون المجلس التنفيذي لإمارة دبي لعام 2024 من:
- الشيخة لطيفة بنت محمد بن راشد آل مكتوم - رئيس هيئة الثقافة والفنون في دبي
- الفريق ضاحي خلفان تميم - نائب رئيس الشرطة والأمن العام في دبي
- عبدالله محمد البسطي - أمين عام المجلس التنفيذي لإمارة دبي
- محمد ابراهيم الشيباني - مدير عام ديوان حاكم دبي
- عصام عيسى الحميدان - النائب العام لإمارة دبي
- عبد الرحمن صالح آل صالح - مدير عام دائرة المالية لإمارة دبي
- الفريق عبدالله خليفة المري القائد العام لشرطة دبي
- مطر محمد الطاير - مدير عام هيئة الطرق والمواصلات في دبي
- سلطان أحمد بن سليّم - رئيس مؤسسة الموانئ والجمارك والمنطقة الحرة في دبي
- سعيد محمد الطاير - نائب رئيس المجلس الأعلى للطاقة في دبي
- داوود عبدالرحمن الهاجري - مدير عام بلدية دبي
- هلال سعيد المري - مدير عام دائرة الاقتصاد والسياحة في دبي
- عوض صغير الكتبي - مدير عام هيئة الصحة في دبي
- منى غانم المري - مدير عام المكتب الإعلامي لحكومة دبي
- حمد عبيد المنصوري - مدير عام هيئة دبي الرقمية
- حصة بنت عيسى بوحميد - مدير عام هيئة تنمية المجتمع في دبي
- عائشة عبدالله ميران - مدير عام هيئة المعرفة والتنمية البشرية في دبي

كما نص المرسوم رقم (15) لسنة 2024 " على أن يعيّن نائباً لرئيس مجلس الشؤون الاستراتيجية كلُ من: الشيخ أحمد بن محمد بن راشد آل مكتوم، النائب الثاني لحاكم دبي نائب رئيس المجلس التنفيذي لإمارة دبي، والشيخ أحمد بن سعيد آل مكتوم، نائب رئيس المجلس التنفيذي لإمارة دبي."

## أهداف المجلس التنفيذي لإمارة دبي
يهدف المجلس التنفيذي لإمارة دبي إلي:
- تحقيق التنمية المستدامة: السعي لتحقيق نمو اقتصادي مستدام ومتوازن، مع مراعاة الأبعاد البيئية والاجتماعية.
- تحسين جودة الخدمات الحكومية: رفع كفاءة وفعالية الخدمات الحكومية المقدمة للمواطنين والمقيمين، وضمان سهولة الوصول إليها.
- تعزيز الابتكار: تشجيع الابتكار في مختلف القطاعات الحكومية والخاصة، وتحفيز ريادة الأعمال، لخلق بيئة ملائمة للابتكار.
- تطوير الكوادر البشرية: الاستثمار في التعليم والتدريب لتأهيل الكوادر الوطنية وتطوير مهاراتها بما يتماشى مع احتياجات سوق العمل.
- تحقيق التميز في الأداء الحكومي: العمل على تعزيز معايير الجودة والتميز في الأداء الحكومي عبر تطبيق أفضل الممارسات العالمية.
- توطيد التعاون بين الجهات الحكومية: تعزيز التنسيق والتعاون بين مختلف الدوائر والهيئات الحكومية لتقديم خدمات متكاملة وفعالة.
- تحقيق الرؤية الاستراتيجية لدبي: العمل على تنفيذ رؤية دبي 2030 وأهدافها الاستراتيجية في مجالات الاقتصاد والتعليم والصحة وغيرها.
- تعزيز الثقافة والهوية الوطنية: دعم الفنون والثقافة والمحافظة على الهوية الوطنية وتعزيز روح الانتماء لدى المجتمع.
- توسيع الإطار القانوني والتشريعي: مراجعة وتحديث القوانين والتشريعات بما يتناسب مع التطورات الاقتصادية والاجتماعية.
- الاستجابة للأزمات والتحديات: تطوير خطط طوارئ فعالة واستراتيجيات للاستجابة السريعة للأزمات والتحديات التي قد تواجه الإمارة.

## انجازات المجلس التنفيذي لإمارة دبي بالأرقام(2023)
من أهم إنجازات المجلس التنفيذي لإمارة دبي في العام 2023:
- دبي الأولى عربياً في مؤشر الخدمات الحكومية عبر الإنترنت LOSI الصادر عن الأمم المتحدة.
- دبي الأولى عالمياً في ارتفاع أعداد المسافرين عبر مطاراتها من وإلى جميع أنحاء العالم.
- 3.3% نمو الناتج المحلي للعام 2023.
- الأولى في عدد المقيمين الأجانب وفقاً لتقرير موري ميموريال 2023.
- الأولى في الرضا عن نظافة المدينة وفق تقرير موري ميموريال 2023.
- الثانية عالمياً في مؤشر أفضل 100 مدينة كوجهة سياحية للعام 2023 وفقاً لمؤسسة يورو مونيتور إنترناشيونال.
- الأولى إقليمياً في مؤشر قوة المدن العالمي 2023.
- الرابعة عالمياً في محور التفاعل الثقافي وفق تقرير موري ميموريال 2023.

## أجندة دبي الاجتماعية 33
في  يناير 2024 أطلق الشيخ محمد بن راشد آل مكتوم، "أجندة دبي الاجتماعية 33" حتى العام 2033، تحت شعار "الأسرة أساس الوطن"،وتستهدف ترسيخ أسس التنمية الاجتماعية المستدامة، وتوفير الخدمات التي تتصل بحياة الأفراد المباشرة من صحة وسكن وتعليم وثقافة ورياضة وتنمية مجتمع،

## وصلات خارجية
المجلس التنفيذي لإمارة دبي